# Matabeleland South
Matabeleland South er en provins i Zimbabwe. Den har et areal på 54.172 km² og en befolkning på omkring 650.000 indbyggere (2002). Gwanda er provinsens hovedby.
21°00′S 29°30′Ø / 21°S 29.5°Ø